# La Pocatière
La Pocatière är en stad (kommun av typen ville) och tätort (centre de population) i provinsen Québec i Kanada. Den ligger i regionen Bas-Saint-Laurent, i den östra delen av landet, 500 km öster om huvudstaden Ottawa.